# Nightmare Revisited
El 30 de septiembre de 2008 Walt Disney Records publicó Nightmare Revisited, una colección de versiones y nuevas grabaciones inspiradas por la película de Tim Burton, dirigida por Henry Selick de 1993, The Nightmare Before Christmas. 
Danny Elfman regrabó «Opening» y «Closing» de la película, y Amy Lee, Korn, Plain White T's, Rise Against, Tiger Army y Flyleaf contribuyeron con sus versiones de las canciones de la banda sonora.
El CD también incluye el tráiler de la película.
Aunque se informó que la banda Tiger Army iba a tomar parte en el álbum, Billboard más tarde declaró que ellos abandonaron su parte en el proyecto. Sin embargo, se puede apreciar como pista adicional en algunas ediciones.

## Lista de canciones
- Todas las canciones han sido escritas y compuestas por Danny Elfman.

1. «Overture» - DeVotchka
2. «Opening» - Danny Elfman
3. «This Is Halloween» - Marilyn Manson
4. «Jack's Lament» - All-American Rejects
5. «Doctor Finkelstein/In The Forest» - Amiina
6. «What's This?» - Flyleaf
7. «Town Meeting Song» - Polyphonic Spree
8. «Jack And Sally Montage» - The Vitamin String Quartet
9. «Jack's Obsession» - Sparklehorse
10. «Kidnap The Sandy Claws» - Korn
11. «Making Christmas» - Rise Against
12. «Nabbed» - Yoshida Brothers
13. «Oogie Boogie’s Song» - Rodrigo y Gabriela
14. «Sally's Song» - Amy Lee
15. «Christmas Eve Montage» - RJD2
16. «Poor Jack» - Plain White Ts
17. «To The Rescue» - Datarock
18. «Finale/Reprise» - Shiny Toy Guns
19. «Closing» - Danny Elfman
20. «End Title» - The Album Leaf
21. «Oogie Boogie's Song » (Bonus Track) Tiger Army
22. «Sally's Song» - (edición japonesa) Scott Murphy's